# Fortunatus Nwachukwu
Fortunatus Nwachukwu (ur. 10 maja 1960 w Ntigha) – nigeryjski duchowny rzymskokatolicki, arcybiskup, nuncjusz apostolski, sekretarz Dykasterii ds. Ewangelizacji od 2023.

## Życiorys
17 czerwca 1984 otrzymał święcenia kapłańskie i został inkardynowany do diecezji Aba. W 1992 rozpoczął przygotowanie do służby dyplomatycznej na Papieskiej Akademii Kościelnej. 1 lipca 1994 rozpoczął służbę w dyplomacji watykańskiej pracując kolejno w nuncjaturach apostolskich: w Ghanie (1994-1996); Paragwaju (1996-1999), Algierii (1999-2002) oraz w Przedstawicielstwie Stolicy Apostolskiej przy ONZ w Genewie (2002-2006).
W 2006 wrócił do Watykanu, gdzie podjął pracę w Sekretariacie Stanu. 4 września 2007 został mianowany przez Benedykta XVI szefem protokołu dyplomatycznego Stolicy Apostolskiej.
12 listopada 2012 papież mianował go nuncjuszem apostolskim w Nikaragui oraz arcybiskupem tytularnym Aquaviva. Sakrę biskupią otrzymał 6 stycznia 2013 w bazylice św. Piotra na Watykanie z rąk papieża Benedykta XVI.
4 listopada 2017 papież Franciszek mianował go nuncjuszem apostolskim w Trynidadzie i Tobago. Równocześnie został nuncjuszem akredytowanym w innych krajach regionu Małych Antyli: Dominice, Saint Kitts i Nevis, Saint Lucia, Saint Vincent i Grenadynach, Antigua i Barbudzie, Barbadosie, Jamajce, Grenadzie, Surinamie i Gujanie. 27 lutego 2018 został akredytowany również w Santa Lucia, Grenadzie i na Bahamach. 4 kwietnia 2018 Franciszek mianował go nuncjuszem apostolskim w Belize.
17 grudnia 2021 został stałym Przedstawicielem Stolicy Apostolskiej przy ONZ w Genewie.
15 marca 2023 został mianowany sekretarzem Dykasterii ds. Ewangelizacji, sekcji ds. pierwszej ewangelizacji oraz nowych kościołów partykularnych.